# Gu Hyo-seo
Gu Hyo-seo es un escritor.

## Biografía
Gu Hyo-seo nació en Incheon, Corea del Sur en 1958. Empezó su carrera literaria en 1987 con la publicación del relato corto "Madi" en el periódico JoongAng Ilbo. Desde entonces ha publicado más de veinte novelas y recopilaciones de cuentos.

## Obra
Gu Hyo-seo es un escritor ecléctico. Su estilo literario tiene un amplio espectro, tanto que no hay ningún otro escritor coreano tan difícil de definir como él. Incluso se le ha dado el apodo de "Escritor nómada" por perseguir y experimentar sin fin nuevos y diversos estilos. Sus primeras obras manifiestan un estilo realista centrado en la historia y en la sociedad. Su primer relato "Madi" trata del sufrimiento de la mujer en la historia moderna de Corea, desde la guerra de Corea a la masacre de Gwangju. Las historias de su primera recopilación ¿Vendrá de nuevo la puesta de sol? muestran cómo el sufrimiento de la historia moderna permanece en el sufrimiento individual. 
En los noventa empezó a explorar diversas posibilidades en la literatura de ficción. Además de la novela Radio, radio, que recuerda de forma romántica las formas tradicionales de la sociedad agrícola, su segunda recopilación Un altavoz y un francotirador muestra la violencia que está detrás de los mecanismos de información.  Los cuentos de su recopilación Sus finas mejillas destacan por sus estructuras alegóricas o fantásticas que cuestionan el sentido de la escritura creativa y de la institución literaria. La recopilación Pueblo sin abrelatas y la novela Un verano poco familiar tratan del vacío de la vida en la ciudad y la sociedad industrializada. Con reminiscencias de Borges y Umberto Eco, La puerta secreta es una novela sobre la historia y la religión. También ha publicado tres volúmenes sobre el amor y la separación: Jŏngbyŏl, Myebyŏl y Aebyŏl. 
Al haber nacido en una aldea de campo sin electricidad ni radio, siempre ha dicho que le fascina vivir en una época en la que el mundo se puede ver de un vistazo por la televisión e internet. Puede ser descrito como un escritor que busca constantemente nuevas direcciones en la literatura sin volver la espalda a los rápidos cambios sociales.

## Premios
- "Pueblo sin abrelatas" (1994, Premio Literario Hanguk Ilbo)
- "Bolsa de sal" (2005, Premio Literario Yi Hyo-seok)
- "Myŏngdu" (2006, Premio Literario Hwangsuweon)
- Premio a la Excelencia en la Literatura EBS (2013)[3]

## Obras en coreano (lista parcial)
Recopilaciones de relatos cortos
- ¿Vendrá de nuevo la puesta de sol? (1990)
- Un altavoz y un francotirador (1993)
- Pueblo sin abrelatas (1995)

Novelas
- Cómo cruzar una ciénaga (1991)
- Un verano poco familiar (1994)
- Radio, Radio (1995)
- La puerta secreta (2 vol., 1996)
- Historia de la villa Onam (novela seriada, 1998)
- Im Kkŏkjŏng el villano (2 vol., 2000)
- Nagasaki Papa (2007).